# Трихно Дмитро Юрійович
Дмитро Юрійович Трихно — сержант Збройних Сил України, учасник російсько-української війни, що загинув у ході російського вторгнення в Україну в 2022 році.

## Життєпис
Дмитро Трихно народився 1993 року в селі Курганне Семенівського (з 2020 року — Семенівської селищної громади Кременчуцького району на Полтавщині. З початком повномасштабного російського вторгнення в Україну одним з перших був призваний до лав Збройних сил України. Загинув близько 3:30 22 березня 2022 року внаслідок ракетних обстрілів під час виконання бойового завдання на території Костянтинівки Донецької області разом зі своїм двоюрідним братом Максимом Бурлаковим. Поховали обох загиблих 27 березня 2022 року в селищі Семенівці Кременчуцького району на Полтавщині. За інформацією селищної ради Дмитро похований в с. Богданівка.
Батьки Дмитра Трихна, Максима Бурлакова та Олександра Івашини, які загинули за Україну, отримали 6 вересня 2022 року ордени своїх героїв.

## Родина
У загиблого залишилися мати, батько та молодший брат.

## Нагороди
- Орден «За мужність» III ступеня (2022, посмертно) — за особисту мужність і самовіддані дії, виявлені у захисті державного суверенітету та територіальної цілісності України, вірність військовій присязі[6].